# 藏玄参
藏玄参（学名：Oreosolen wattii）为玄参科藏玄参属下的一个种。